# Bhayangkara Football Club
Maillots
Le Bhayangkara Football Club, abrégé en Bhayangkara FC, est un club de football indonésien créé en 2010 et établi dans la ville de Solo, dans la province de Java Central. Le club évolue actuellement en Liga 1, plus haut échelon du football professionnel en Indonésie.
Club créé à la suite de plusieurs problèmes extra sportifs au sein du championnat d'Indonésie de football, l'équipe va ensuite s'affirmer jusqu'à être sacrée championne d'Indonésie 2017, seul titre officiel obtenu à ce jour par le club. L'entraineur de l'équipe est Paul Munster, et le club joue ses matchs au stade Manahan. Ce stade, doté d'une capacité de 20 000 places, est situé dans la ville de Surakarta.

## Histoire

### La création du Persebaya DU (2010-2011)
La création du club a une origine complexe, et pour comprendre celle-ci il faut d'abord remonter en 2010, en se concentrant sur une partie de l'histoire du Persebaya Surabaya et de l'Indonesia Super League (Liga 1). Depuis plusieurs années des controverses et polémiques entachaient la réputation de l'ISL, et face à cette situation, plusieurs hommes d'affaires indonésiens conviennent d'une solution radicale. Sans en demander l'autorisation à la Fédération d'Indonésie de Football, ils décident de créer la Liga Primer Indonesia, un championnat annexe à l'ISL,.
Dès l'annonce de sa création en 2010, le championnat est logiquement reconnu comme illégal par la Fédération qui continue d'organiser l'ISL pour la saison 2010-2011. Cependant, cela ne va pas empêcher le Persebaya Surabaya de vouloir tenter l'expérience en Liga Primer Indonesia. Face à cette situation délicate, la Fédération menace d'exclure à vie le Persebaya Surabaya de ses institutions si elle participe au championnat annexe. Mais finalement, la situation ne s'envenime pas, et le Persebaya Surabaya ne change pas sa décision et joue effectivement dans ce championnat annexe sous le nom de Persebaya 1927.
En parallèle, pour la saison 2011-2012, une deuxième équipe est mise sur pied pour jouer en Divisi Utama Liga Indonesia, deuxième division du football dans le pays. Sous l'égide de Wisnu Wardhana, un des membres de la direction du Persebaya 1927, le Persebaya Surabaya est créé. Le Persebaya Surabaya reprend le nom abandonné par le Persebaya 1927 quelques jours plus tôt. Cela dit, pour éviter les confusions, le club est parfois surnommé Persebaya DU jusqu'à son changement de nom en août 2015. Il reprend tous les anciens joueurs du Persikubar West Kutai, une équipe évoluant auparavant en troisième division,. Cette situation singulière d'un club qui se scinde en deux équipes dans deux championnats distincts est qualifiée de dualisme de Persebaya. Ce qualificatif est dû au fait que le nom Persebaya est utilisé par les deux clubs en même temps (Persebaya 1927 et Persebaya Surabaya).

### Démarrage en deuxième division, promotion et changements d'identité (2011-2016)

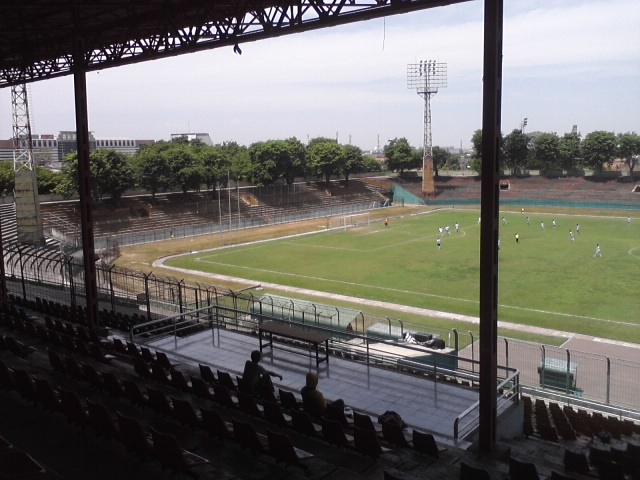
Le premier stade du club est le stade Gelora du 10-Novembre, photographié en 2011.

À partir de sa création, le club va donc être admis en Divisi Utama Liga Indonesia pour la saison 2011-2012. Ce championnat, qui était géré par le même organisateur controversé de l'ISL, est délaissé par la Fédération d'Indonésie de Football, qui crée un nouveau championnat de deuxième division pour la saison 2011-2012. Le Persebaya DU va s'établir au stade Gelora du 10-Novembre, stade situé à Surabaya, dans la province de Java Oriental. Ce stade possède 30 000 places.
La saison inaugurale du club se passe bien, puisque le Persebaya Surabaya finit deuxième du groupe 1, sur onze équipes, place synonyme d'accession à la phase finale du championnat. Cette phase finale a pour objectif de déterminer le vainqueur ainsi que les promus. Néanmoins, le Persebaya DU ne va pas briller en se faisant éliminer au début de celle-ci, finissant 3e sur 4 de leur poule de phase finale.
Pour la saison 2013, trente-neuf équipes prennent part à la compétition de la Divisi Utama Liga. Le Persebaya DU va d'abord terminer premier de son groupe, pour accéder à la phase finale et finalement remporter le championnat en novembre 2013,. Cependant, ce titre ne peut être reconnu comme officiel, puisque le championnat n'est pas affilié à la Fédération d'Indonésie.
Après ce succès, le Persebaya Surabaya est donc promu en Indonesia Super League pour la saison 2014. Pour le club, cela marque la première arrivée en compétition officielle, puisque ce championnat est affilié à la Fédération. Durant cet exercice, le Persebaya Surabaya va continuer sur la lancée de sa saison précédente, et va finir premier de la poule Est. Malgré cette première partie de saison intéressante, le club se fera éliminer au début de la phase finale.
La saison 2015 est fortement mouvementée, puisque celle-ci est définitivement arrêtée un mois après son commencement, à la suite de problèmes avec le ministère de la Jeunesse et des Sports. Pour la majorité des clubs, seulement deux journées ont été jouées, et le Persebaya Surabaya pointe à la septième place au classement final.
Cet exercice 2015 va aussi marquer le début d'une période de changements de nom fréquents pour le Persebaya Surabaya. Pour commencer, en août 2015, le club est renommé en Persebaya United pour participer à la Piala President, traduisible par la Coupe présidentielle. Ce changement de nom a pour cause principale le dualisme de Persebaya. Cependant, durant les quarts de finale de la Coupe présidentielle, le Persebaya 1927 retrouve ses droits d'utilisation sur le nom Persebaya Surabaya, et Persebaya United doit également abandonner le nom Persebaya. En septembre 2015, ils se renomment donc en Bonek FC, en référence au groupe de supporter principal de leur club et du Persebaya Surabaya.
En octobre 2015, ils changent à nouveau de nom en Surabaya United pour un autre tournoi. Ce nom ne pose aucun problème, puisque celui-ci fait référence à la ville de Surabaya. En 2016, l'équipe va abandonner le stade Gelora du 10-Novembre au profit du stade Gelora Delta Sidoarjo, situé dans le kabupaten de Sidoarjo, au sud de Surabaya. Mais, juste avant le début de la saison 2016, le club change encore de nom et commence à trouver une identité propre en se renommant Bhayangkara Surabaya United. Ce nom ne sera conservé qu'entre avril et septembre 2016, puisque le club retire Surabaya United de son nom et s'appelle désormais le Bhayangkara Football Club. Ces deux changements de noms marquent aussi le début de l'implication active de la police nationale indonésienne dans la vie du club.
Il faut d'ailleurs noter que le club n'a jamais eu une réelle base de supporters durant ses années à Surabaya. Cela est principalement dû au fait que le Persebaya Surabaya, créé en 1927, est une place forte du football indonésien, et l'arrivée d'un club inconnu en 2010 reprenant le même nom que ce club historique a suscité plus de méfiance qu'autre chose de la part des supporters.

### Stabilisation du club jusqu'à la consécration (depuis 2016)
Le Bhayangkara FC termine la saison 2016 de l'Indonesia Soccer Championship A à la 7e place. Le club change à nouveau de location, puisque celui-ci va s'établir dans un stade de 30 000 places, le stade Patriot Candrabhaga,. Cette enceinte sportive est située dans la ville de Bekasi, elle-même située dans la province de Java occidental. La saison suivante sera une saison de consécration pour le Bhayangkara FC, puisque celui-ci va être sacré champion d'Indonésie de 2017. Ce sacre et tout ce qui l'entoure n'en sera pas moins laborieux. Tout d'abord, le Bhayangkara FC termine la saison avec 68 points, à égalité avec le Bali United.

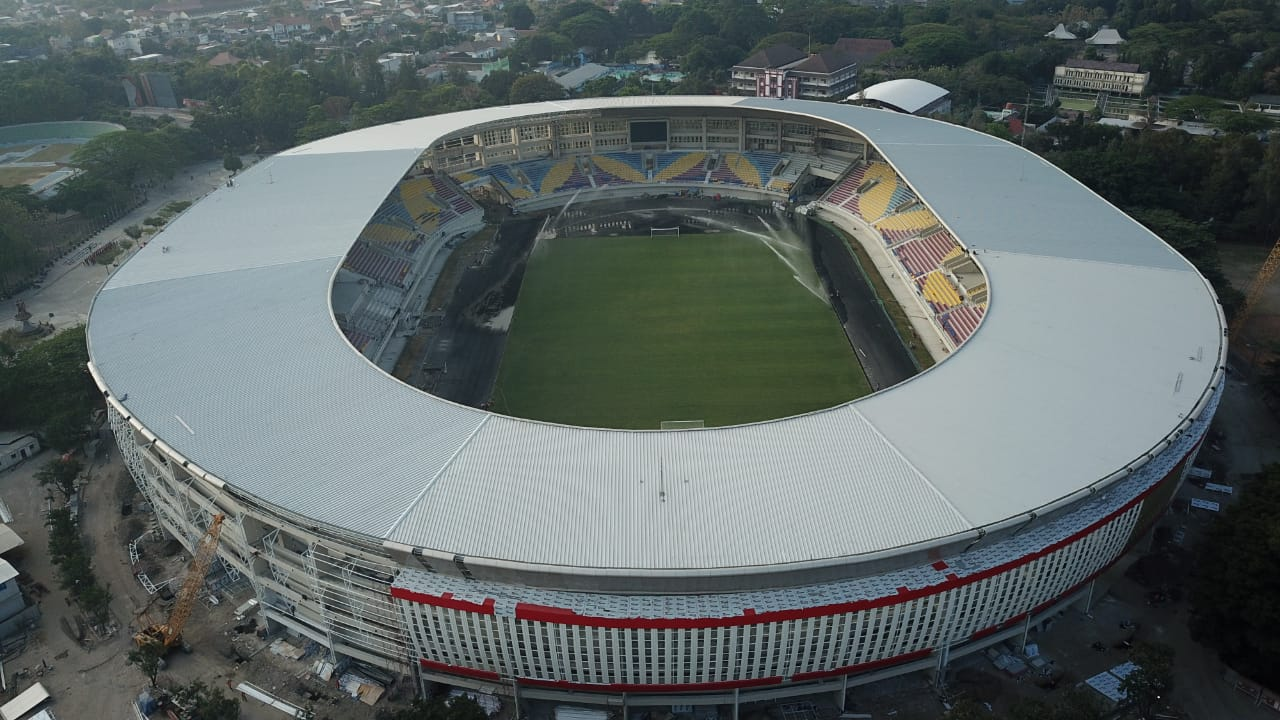
Stade Manahan, ici en 2019.

Grâce au règlement qui prend d'abord en compte les scores en confrontation directe des deux équipes, le Bhayangkara FC a l'avantage,. Ensuite, des problèmes administratifs surviennent quant à une victoire obtenue sur tapis vert face à Mitra Kukar. Heureusement pour le club, Mitra Kukar décide de ne pas insister, et le club est bel et bien sacré champion de Liga 1 en 2017. La seule ombre au tableau est le fait que le Bhayangkara FC ne peut accéder à la ligue des champions de l'AFC dû au fait qu'elle n'a pas de licence AFC.
Pour la saison 2018, le club finit à une honorable troisième place avec 53 points. C'est aussi durant cette saison qu'il déménage au stade PTIK, stade de 3 000 places, à Jakarta. En 2019, le club finit quatrième de Liga 1, avec 53 points. En septembre de la même année, le nord-irlandais Paul Munster est nommé entraineur du club.
En novembre 2020, plusieurs mois après l'arrêt prématuré du championnat à cause de la pandémie de Covid-19, le Bhayangkara FC déménage de nouveau, cette fois au stade Manahan. Ce stade, qui peut accueillir 20 000 spectateurs se situe à Solo. Le club en profite au passage pour se renommer Bhayangkara Solo Football Club.
Depuis le début de sa collaboration avec la police nationale indonésienne, le club s'est formé un groupe de supporters principalement constitué de policiers, du nom de Bhara Mania. De plus, le directeur du club, Istiono, n'est autre qu'un commissaire de police indonésien.

## Palmarès
| Compétitions nationales                            | Compétitions internationales |
| -------------------------------------------------- | ---------------------------- |
| - Championnat d'Indonésie (1) : - Champion : 2017. | - Néant                      |

## Identité du club
Le club a eu plusieurs identités au cours de son histoire, avec différents logos comme affiché ci-dessous. Aujourd'hui, le club est fortement lié à la police nationale indonésienne. Ce rapprochement est notamment visible avec l'insigne de la police nationale indonésienne arboré juste au dessus du logo du Bhayangkara Solo FC.

Depuis 2017, l'équipe a pour sponsor la banque BNI. Le club a pour couleur principale le jaune, avec une présence minoritaire de rouge sur les maillots portés par les joueurs. 

Premier logo, sous le nom Persebaya Surabaya (2010-Août 2015)
Bonek FC (Septembre 2015-Octobre 2015)
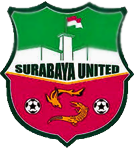
Surabaya United (Octobre 2015-Avril 2016)
Bhayangkara Surabaya United (Avril 2016-Septembre 2016)
Bhayangkara FC (Septembre 2016-Novembre 2020)
Bhayangkara Solo FC (Novembre 2020-)